# تمثال الشهداء (حلب)
تمثال الشهداء هو نصب تذكاري يقع في القسم الشمالي من ساحة سعد الله الجابري في مدينة حلب، سوريا.

## تاريخ
يرمز النصب لشهداء سورية هو عمل فني للنحات السوري عبد الرحمن موقت، المولود في مدينة حلب. تم تنفيذ هذا النصب بين عامي 1984 و1985 باستخدام الحجر الحلبي الأصفر.
في مساء الثاني من تموز/يوليو 2025، أُثير جدل واسع عقب تفكيك تمثال الشهداء، حيث أظهر مقطع مصور تحطم الجزء العلوي من التمثال أثناء محاولة نقله باستخدام رافعة وكابلات معدنية. الحادثة أثارت تساؤلات حول ما إذا كان الأمر مجرد خطأ فني أم تصرفاً متعمداً، خصوصاً بعد تداول مقطع يُسمع فيه أحد الأشخاص يقول: "الإخوة يزيلون هذه الأصنام لكي لا يُعبد غير الله"، ما عزز الشكوك حول وجود دافع أيديولوجي.
في المقابل، أوضحت مديرية الآثار والمتاحف في حلب، في بيان رسمي، أن نقل التمثال جاء بهدف الحفاظ عليه وصونه نظراً لقيمته الفنية، مشيرة إلى أنه سيُرمم لاحقاً على يد مختصين. كما أفادت بأن إزالة التمثال تسهّل إقامة الفعاليات العامة في الساحة، خاصة وأنه كان يحجب جزءاً من شاشة إلكترونية حديثة التركيب.
في السياق ذاته، الشركة المنفذة لأعمال تأهيل ساحة سعد الله الجابري كانت قد نشرت تصاميم خلت من تمثال الشهداء، ما أثار اعتراضات من الأهالي والنشطاء الذين اعتبروا الأمر محاولة لتغييب رمزية التمثال. من جهته، وصف محافظ حلب، عزام غريب، ما حدث بأنه "غير مقبول"، مؤكداً ضرورة محاسبة المسؤولين عن الحادث.